# Функционально-семантическое поле
Функционально-семантическое поле - термин функциональной грамматики; базирующаяся на определенной семантической категории группировка средств различных уровней языка, а также комбинированных языковых средств, взаимодействующих на основе общности их семантических функций. Данная единица обладает как планом выражения, так и планом содержания, то есть является двусторонним единством; имеет полевую структуру (имеет центр и периферию). Ядро функционально-семантического поля составляют единицы морфологического и синтаксического уровня. Словообразовательные и лексические средства составляют периферию поля.
Примером функционально-семантического поля может служить поле компаративности. Данное поле группируется вокруг семантической категории сравнения. Ядро поля составляют морфологическая категория степеней сравнения прилагательных и наречий (умнее, самый умный) и синтаксические сравнительные конструкции (Он умён как Эйнштейн). На периферии поля находятся лексические средства (похож, подобен, сходство, аналог) и словообразовательные (человекоподобный, звероватый, голубоватый).